# Mézens
Mézens település Franciaországban, Tarn megyében. Lakosainak száma 531 fő (2022. január 1.). Mézens Buzet-sur-Tarn, Grazac, Rabastens, Roquemaure és Saint-Sulpice-la-Pointe községekkel határos.

## Népesség
A település népességének változása:
| Lakosok száma | 423  | 461  | 488  | 490  | 505  | 509  | 516  | 524  | 531  |
|               | 2013 | 2015 | 2016 | 2017 | 2018 | 2019 | 2020 | 2021 | 2022 |